# Vehicle-to-grid

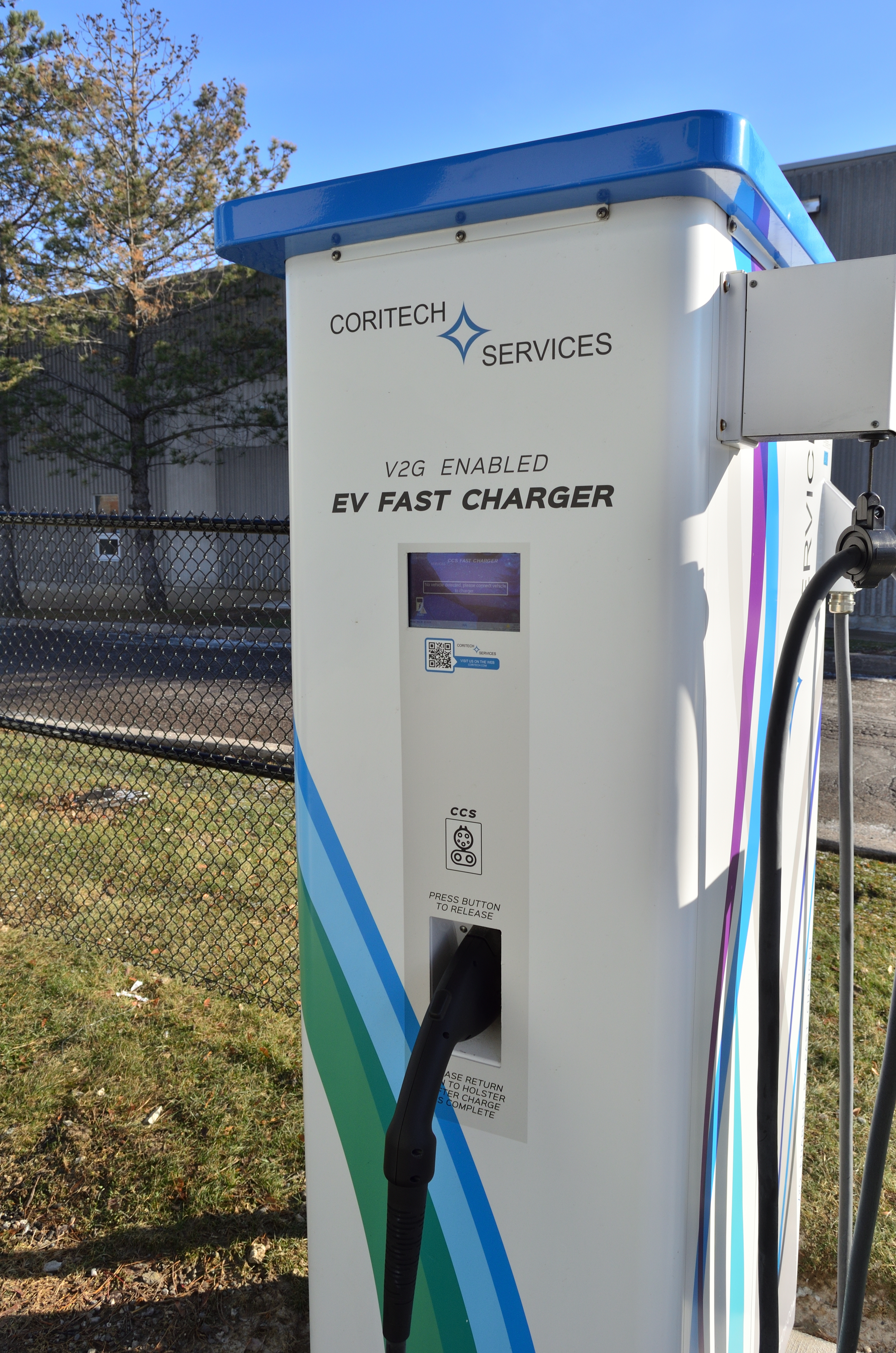
Зарядная станция V2G.

Vehicle-to-grid (V2G) — технология двухстороннего использования электромобилей и заряжаемых гибридов, включаяющая в себя подключение машины в общую электрическую сеть как для подзарядки заряжаемого автомобиля, так и с возможностью выдачи электроэнергии от тяговых батарей обратно в сеть для участия в управлении спросом на электроэнергию. 
У владельцев автомобилей с технологией V2G будет возможность продавать электроэнергию в энергосистему в часы, когда машина не используется, и заряжать автомобиль в часы, когда электроэнергия дешевле, так как во многих странах цена электроэнергии зависит от времени суток. 
В качестве промежуточной технологии на пути к V2G существует V2L, vehicle to load, которая используется во многих современных заряжаемых автомобилях и позволяет заряжать бытовые приборы иподключать автомобили с этой технологией к собственному дому и использовать их в качестве систем накопления электроэнергии. 
Попытки передавать энергию от заряжаемых автомобилей в электрическую сеть V2G начинались в 2009 году. 
В 2024 году в Китае проводились эксперименты с V2G, а также планировалось проводить такие эксперименты по всему Китаю. Компания Тесла объявляла о планах по внедрению V2G в свои продукты в 2025 году.
В апреле 2025 года было объявлено о запуске 30 крупных проектов V2G в Китае.